# Campethera tullbergi
El pito de Tullberg (Campethera tullbergi) es una especie de ave piciforme de la familia Picidae que vive en África.

## Distribución
Se encuentra en las selvas de Camerún, Nigeria, Guinea Ecuatorial, este de la República Democrática del Congo, Ruanda, Burundi, Kenia, Uganda y el oeste de Tanzania.

## Taxonomía
Se reconocen las siguientes subespecies según un orden filogenético de la lista del Congreso Ornitológico Internacional:
- C. tullbergi tullbergi Sjöstedt, 1892
- C. tullbergi taeniolaema Reichenow & Neumann, 1895
- C. tullbergi hausburgi Sharpe, 1900